# Annabelle: Početak
Annabelle: Početak (eng. Annabelle: Creation) američki horor film iz 2017. godine redatelja David F. Sandberg. Ovaj film je uvod u serijal o Annabelle iz 2014. godine i četvrti dio franšize Prizivanje univerzum. U filmu glume Stephanie Sigman, Talitha Bateman, Anthony LaPaglia i Miranda Otto, a prikazuje porijeklo uklete lutke Annabelle.
U listopadu 2015. potvrđeno je da je nastavak Annabelle u razvoju; kasnije je otkriveno da će film biti prequel, a ne nastavak. Redatelj Lights Out David F. Sandberg zamijenio je Leonettija na mjestu redatelja, Dauberman se vratio da napiše scenarij, a Safran i Wan u produkciju. Glavno snimanje započelo je 27. lipnja 2016. u Los Angelesu u Kaliforniji, a završilo je 15. kolovoza 2016. godine.
Annabelle: Creation je premijerno prikazana na LA Film Festivalu 19. lipnja 2017., a u SAD -u je kino prikazana 11. kolovoza 2017. Film je zaradio preko 306 milijuna dolara diljem svijeta i dobio je općenito pozitivne kritike kritičara, koji su to ocijenili poboljšanjem nad svojim prethodnikom. [Nastavak, Annabelle 3, objavljen je 26. lipnja 2019. godine.

## Radnja filma
Proizvođač lutaka Samuel Mullins i njegova supruga Esther tuguju zbog gubitka svoje sedmogodišnje kćeri Annabelle, nadimka "Bee", koja umire kad slučajno stane pred automobil.
Dvanaest godina kasnije, Mullinsi otvaraju svoj dom kako bi pružili utočište sestri Charlotte i šest djevojčica koje su ostale bez domova zatvaranjem sirotišta. Unatoč upozorenju da izbjegava Beeinu zaključanu spavaću sobu, Janice, mlada siročad koju je dječja paraliza onesposobila, otkriva poruku s porukom "Nađi me" i ušulja se u sobu koja je misteriozno postala otključana. Pronalazi ključ za Beein ormar i otvara ga gdje ugleda jezivu porculansku lutku. Time se nesvjesno oslobađa moćni demon koji počinje terorizirati djevojke.
Jedne noći, demon, uzima Beein oblik, pojavljuje se Janice, govoreći da želi njezinu dušu. Iako pokušava pobjeći stubištem, demon se prisjeća stubišta i silovito je odbacuje do prizemlja, ostavljajući je teško ozlijeđenu i zatvorenu u invalidska kolica. Janiceinu najbolju prijateljicu Lindu muči demon. Jednog jutra, demon, koji se predstavlja kao sestra Charlotte, otjera Janice u staru staju, gdje je u obliku pčele napadne i zaposjedne nakon što je izbacila crnu žuč izravno u Janiceina usta. Linda primjećuje promjene u Janiceinu ponašanju i kaže Samuelu da se Janice ušunjala u Beeinu sobu i pronašla lutku. Janice, koja sada može hodati, pretvara se u demona i brutalno ubija Samuela.
Linda uzima Janiceinu lutku i baca je u bunar. Čudna buka dopire iz bunara i gotovo je uvučena u nju, ali sestra Charlotte je spašava. Uplašena, sestra Charlotte razgovara s unakaženom Esther, koja je zatvorena u svojoj spavaćoj sobi. Esther objašnjava da su se nakon Beeine smrti molile bilo kojem entitetu da im udovolji želju da ponovno vide svoju kćer. Nepoznati entitet uslišao je njihovu molitvu i iako su nakratko vidjeli Beein duh, entitet ih je uvjerio da prenese njegovu bit u jednu od Samuelovih izrađenih lutki. Sretno su se složili, ali ubrzo su shvatili da su privukli demona koji traži ljudskog domaćina. Jedne je noći Esther vidjela Beein duh kako se pretvara u demona, koji joj je tada iskopao oko. Zatraživši pomoć svećenika da blagoslove kuću, zaključali su lutku u Beein ormar. Esther i Samuel otvorili su svoju kuću kao sklonište da se pokaju za svoje postupke, ali Esther sada žali zato što je to demonu dalo priliku da potraži ljudskog domaćina.
Demon ubija Esther i napada sestru Charlotte. Siročad napušta kuću, ali Linda je zarobljena i skriva se u Beeinoj sobi dok je opsjednuta Janice pokušava ubosti. Sestra Charlotte zaključava Janice i lutku u ormar. Sljedećeg dana policija stiže pretražiti kuću i pronaći samo lutku koju uklanjaju kao dokaz. Sestre Charlotte, Linda i siročad otpraćeni su od strane časnika, dok Janice bježi kroz rupu na zidu ormara i preseljava se u sirotište u Santa Monici. Još uvijek opsjednuta, postaje povučena i naziva se Annabelle. Obitelj Higgins uskoro usvaja Annabelle.
Dvanaest godina kasnije, odrasla Annabelle pridružuje se sotonističkom kultu i zajedno sa svojim dečkom ubija svoje posvojitelje, što privlači pažnju njihovih susjednih susjeda, Forma. 

## Glumci i uloge
- Stephanie Sigman - Časna Charlotte
- Talitha Bateman - Janice
- Tree O'Toole - odrasla Janice / Annabelle Higgins
- Lulu Wilson - Linda
- Anthony LaPaglia - Samuel Mullins
- Miranda Otto - Esther Mullins
- Alicia Vela-Bailey - Zločesti Esther Mullins
- Grace Fulton -  Carol
- Philippa Coulthard - Nancy
- Samara Lee - Annabelle "Bee" Mullins
- Tayler Buck - Kate
- Lou Lou Safran - Tierney
- Mark Bramhall - Svećenik Massey
- Adam Bartley - Policajac Fuller
- Lotta Losten - Agent za posvajanje
- Joseph Bishara - Annabelle Demon
- Fred Tatasciore - glas Demona
- Brian Howe - Pete Higgins
- Kerry O'Malley - Sharon Higgins
- Brad Greenquist - Victor Palmeri

Nadalje, Annabelle Wallis i Ward Horton pojavljuju se na arhivskim snimkama Annabelle kao Mia i John Form, a Bonnie Aarons ponavlja svoju ulogu iz Prizivanje 2 kao demonska časna sestra Valak u neakreditiranom izgledu.